# Cimetière militaire d'Héliopolis
Le cimetière militaire d'Héliopolis (qui comprend le mémorial d'Héliopolis (Port Tewfik) et le mémorial d'Héliopolis (Aden)) est un cimetière militaire situé dans le quartier d'Héliopolis au Caire, en Égypte, destiné au personnel militaire britannique et du Commonwealth. Il est entretenu par la Commonwealth War Graves Commission. 1742 victimes britanniques et du Commonwealth mortes durant la Seconde Guerre mondiale y sont enterrées ou commémorées, et il contient 83 tombes militaires de personnes d'autres nationalités. Le cimetière est conçu par Hubert Worthington (en).
Le mémorial d'Héliopolis (Port Tewfik) est conçu par le captain Charles Sargeant Jagger. Il commémore 4000 hommes qui ont servi et sont morts dans l'armée indienne britannique pendant la Première Guerre mondiale en Égypte et en Palestine, et qui n'ont pas de tombe connue. Les panneaux portant les noms, érigés dans les pavillons d'entrée du cimetière militaire d'Héliopolis, sont dévoilés par l'ambassadeur indien en Égypte en octobre 1980. Le mémorial est créé pour remplacer le mémorial original de Port Tewfik, qui existait à l'extrémité sud du canal de Suez. Il a subi de graves dommages pendant la guerre des Six Jours et la guerre du Kippour en 1973 et a finalement été démoli,.
Le mémorial d'Héliopolis (Aden) commémore plus de 600 hommes des forces du Commonwealth qui sont morts en défendant Aden pendant la Première Guerre mondiale et qui n'ont pas de tombe connue. Les panneaux portant les noms, érigés dans les pavillons à l'arrière du cimetière militaire d'Héliopolis, remplacent le mémorial original, situé à Steamer Point à Aden, qui a été démoli en 1967 à la suite des travaux de reconstruction du port,.